# Joseph Paignat
Joseph Paignat, né le 6 novembre 1723 à Ribeaucourt (Meuse), mort le 9 mai 1807 à Ligny-en-Barrois (Meuse), est un général français de la Révolution et de l’Empire.

## États de service
Il entre en service le 12 mars 1742, comme gendarme dans la compagnie des gendarmes de Bourgogne, et il fait toutes les campagnes de Flandre de 1742 à 1748. Il passe fourrier le 13 avril 1755, fourrier major le 12 mars 1757, sous brigadier le 5 mai 1759, brigadier le 3 avril 1760, et maréchal des logis le 13 avril 1761. Il participe à la guerre de Sept Ans de 1759 à 1763 en Allemagne. Le 18 juin 1763 il est sous-aide major dans ce corps, et le 25 mars 1765, il obtient une commission de lieutenant-colonel de cavalerie. Il est fait chevalier de Saint-Louis le 26 mai 1770, et il reçoit son brevet de colonel le 17 mai 1773. Il est nommé brigadier des armées le 1er janvier 1784.
Il est promu maréchal de camp le 9 mars 1788, et il est réformé du corps de la gendarmerie le  1er avril suivant. Le 1er avril 1791, il est employé dans la 4e division militaire à Nancy, puis dans la 3e division militaire le 23 octobre 1791, commandant à Thionville. Le 6 février 1792, il est élevé au grade de lieutenant-général, et le 30 avril 1792, il est nommé commandant du camp de Dun-sur-Meuse à l'armée du Centre. Il est démissionnaire le 31 mai 1792 pour raisons de santé. Le 15 juin 1792, il est remis en activité à l'armée du Centre, mais il ne rejoint pas son poste, et il est considéré comme démissionnaire, n'ayant pas donné de ses nouvelles, le 30 septembre 1792.
Il est admis à la retraite le 26 février 1794. Il est fait chevalier de la Légion d’honneur le 29 mars 1805.
Il meurt le 9 mai 1807, à Ligny-en-Barrois.

## Sources
- (en) « Generals Who Served in the French Army during the Period 1789 - 1814: Eberle to Exelmans »
- « Cote LH/2035/26 », base Léonore, ministère français de la Culture
- Georges Six, Dictionnaire biographique des généraux & amiraux français de la Révolution et de l'Empire (1792-1814), Paris : Librairie G. Saffroy, 1934, 2 vol., p. 281